# Saison 2013 de l'équipe cycliste Leopard-Trek Continental
La saison 2013 de l'équipe cycliste Leopard-Trek Continental est la deuxième de cette équipe, lancée en 2012.

## Préparation de la saison 2013

### Arrivées et départs
| Arrivées          | Équipe 2012                    |
| ----------------- | ------------------------------ |
| Piero Baffi       | Idea 2010                      |
| Sean De Bie       | Ovyta-Eijssen-Acrog            |
| Max Durtschi      |                                |
| Kristian Haugaard | Tre-For                        |
| Jan Hirt          | Podenzano Tecninox             |
| Daniel Klemme     | NRW                            |
| Tom Thill         | Differdange Magic-SportFood.de |

| Départs            | Équipe 2013           |
| ------------------ | --------------------- |
| Giorgio Brambilla  | Atlas Personal-Jakroo |
| Bob Jungels        | RadioShack-Leopard    |
| Julian Kern        | AG2R La Mondiale      |
| Alexandr Pliuschin | IAM                   |

## Coureurs et encadrement technique

### Effectif
| Cycliste          | Date de naissance | Nationalité | Équipe 2012                    |
| ----------------- | ----------------- | ----------- | ------------------------------ |
| Eugenio Alafaci   | 9 août 1990       | Italie      | Leopard-Trek Continental       |
| Piero Baffi       | 8 septembre 1990  | Italie      | Idea 2010                      |
| Sean De Bie       | 3 octobre 1991    | Belgique    | Ovyta-Eijssen-Acrog            |
| Max Durtschi      | 26 mai 1991       | États-Unis  |                                |
| Jesús Ezquerra    | 30 novembre 1990  | Espagne     | Leopard-Trek Continental       |
| Jan Hirt          | 21 janvier 1991   | Tchéquie    | Podenzano Tecninox             |
| Oliver Hofstetter | 16 janvier 1990   | Suisse      | Leopard-Trek Continental       |
| Kristian Haugaard | 27 février 1991   | Danemark    | Tre-For                        |
| Alex Kirsch       | 12 juin 1992      | Luxembourg  | Leopard-Trek Continental       |
| Daniel Klemme     | 29 décembre 1991  | Allemagne   | NRW                            |
| Pit Schlechter    | 26 octobre 1990   | Luxembourg  | Leopard-Trek Continental       |
| Fabio Silvestre   | 25 janvier 1990   | Portugal    | Leopard-Trek Continental       |
| Tom Thill         | 31 mars 1991      | Luxembourg  | Differdange-Magic-SportFood.de |
| Joël Zangerlé     | 11 octobre 1988   | Luxembourg  | Leopard-Trek Continental       |
| Triathlète        | Date de naissance | Nationalité | Équipe 2012                    |
| Dirk Bockel       | 18 octobre 1976   | Luxembourg  | Leopard-Trek Continental       |

## Bilan de la saison
L'équipe participe pour sa deuxième année au courses européennes de catégories 1.2 principalement. Le calendrier se diversifie malgré tout et l'équipe prend part au Tour d'Azerbaïdjan et aux Tour de Chine I et II. Comme l'année précédente, les victoires sont au rendez-vous avec la confirmation de Fabio Silvestre, à la suite de sa première année déjà intéressante. Cela lui permettra avec son coéquipier Eugenio Alafaci de signer professionnel pour la Trek en 2014. En fin de saison c'est le cadet de la fratrie Klemme, Daniel qui se distingue par deux victoires en Chine.
L'équipe réalise une saison complète en étant soudée et en dirigeant de manière solide les courses auxquelles elle a participé.

### Victoires

#### Sur route
| Date       | Course                                                | Pays        | Classe | Vainqueur                |
| ---------- | ----------------------------------------------------- | ----------- | ------ | ------------------------ |
| 19/03/2013 | 1re étape du Tour de Normandie                        | France      | 2.2    | Fabio Silvestre          |
| 31/03/2013 | Classement général du Triptyque des Monts et Châteaux | Belgique    | 2.2    | Fabio Silvestre          |
| 07/04/2013 | 4e étape du Circuit des Ardennes international        | France      | 2.2    | Fabio Silvestre          |
| 04/05/2013 | 4e étape du Tour d'Azerbaïdjan                        | Azerbaïdjan | 2.2    | Jan Hirt                 |
| 08/05/2013 | 1re étape de la Flèche du Sud                         | Luxembourg  | 2.2    | Kristian Haugaard        |
| 19/05/2013 | Omloop der Kempen                                     | Pays-Bas    | 1.2    | Eugenio Alafaci          |
| 09/06/2013 | 4e étape de la Ronde de l'Oise                        | France      | 2.2    | Fabio Silvestre          |
| 20/06/2013 | Championnat du Luxembourg du contre-la-montre espoirs | Luxembourg  | CN     | Alex Kirsch              |
| 23/06/2013 | Championnat du Luxembourg sur route espoirs           | Luxembourg  | CN     | Alex Kirsch              |
| 11/07/2013 | 1re étape du Czech Cycling Tour                       | Tchéquie    | 2.2    | Leopard-Trek Continental |
| 23/09/2013 | 1re étape du Tour de Chine II                         | Chine       | 2.1    | Daniel Klemme            |
| 28/09/2013 | 5e étape du Tour de Chine II                          | Chine       | 2.1    | Daniel Klemme            |

#### En Ironman/Triathlon
| Date       | Course                       | Pays       | Classe         | Vainqueur   |
| ---------- | ---------------------------- | ---------- | -------------- | ----------- |
| 12/01/2013 | Triathlon de Naples, Floride | États-Unis | Demi-triathlon | Dirk Bockel |
| 15/07/2013 | Challenge Roth               | Allemagne  | Triathlon      | Dirk Bockel |

### Classements UCI

#### UCI Asia Tour
L'équipe Leopard-Trek Continental termine à la vingt-quatrième place de l'Asia Tour avec 142 points. Ce total est obtenu par l'addition des points des huit meilleurs coureurs de l'équipe au classement individuel, cependant seuls cinq coureurs sont classés,.
| Rang | Coureur         | Points |
| ---- | --------------- | ------ |
| 18   | Daniel Klemme   | 106    |
| 209  | Piero Baffi     | 11     |
| 212  | Alex Kirsch     | 11     |
| 212  | Fabio Silvestre | 11     |
| 337  | Jesús Ezquerra  | 3      |

#### UCI Europe Tour
L'équipe Leopard-Trek Continental termine à la dix-huitième place de l'Europe Tour avec 687,01 points. Ce total est obtenu par l'addition des points des huit meilleurs coureurs de l'équipe au classement individuel,.
| Rang  | Coureur           | Points |
| ----- | ----------------- | ------ |
| 33    | Sean De Bie       | 182,67 |
| 71    | Fabio Silvestre   | 135,67 |
| 103   | Kristian Haugaard | 113    |
| 112   | Eugenio Alafaci   | 106    |
| 183   | Jan Hirt          | 77     |
| 354   | Pit Schlechter    | 40     |
| 575   | Joël Zangerlé     | 19     |
| 677   | Jesús Ezquerra    | 13,67  |
| 779   | Tom Thill         | 10     |
| 1 014 | Alex Kirsch       | 5      |
| 1 034 | Oliver Hofstetter | 5      |